# Cappella della Beata Vergine

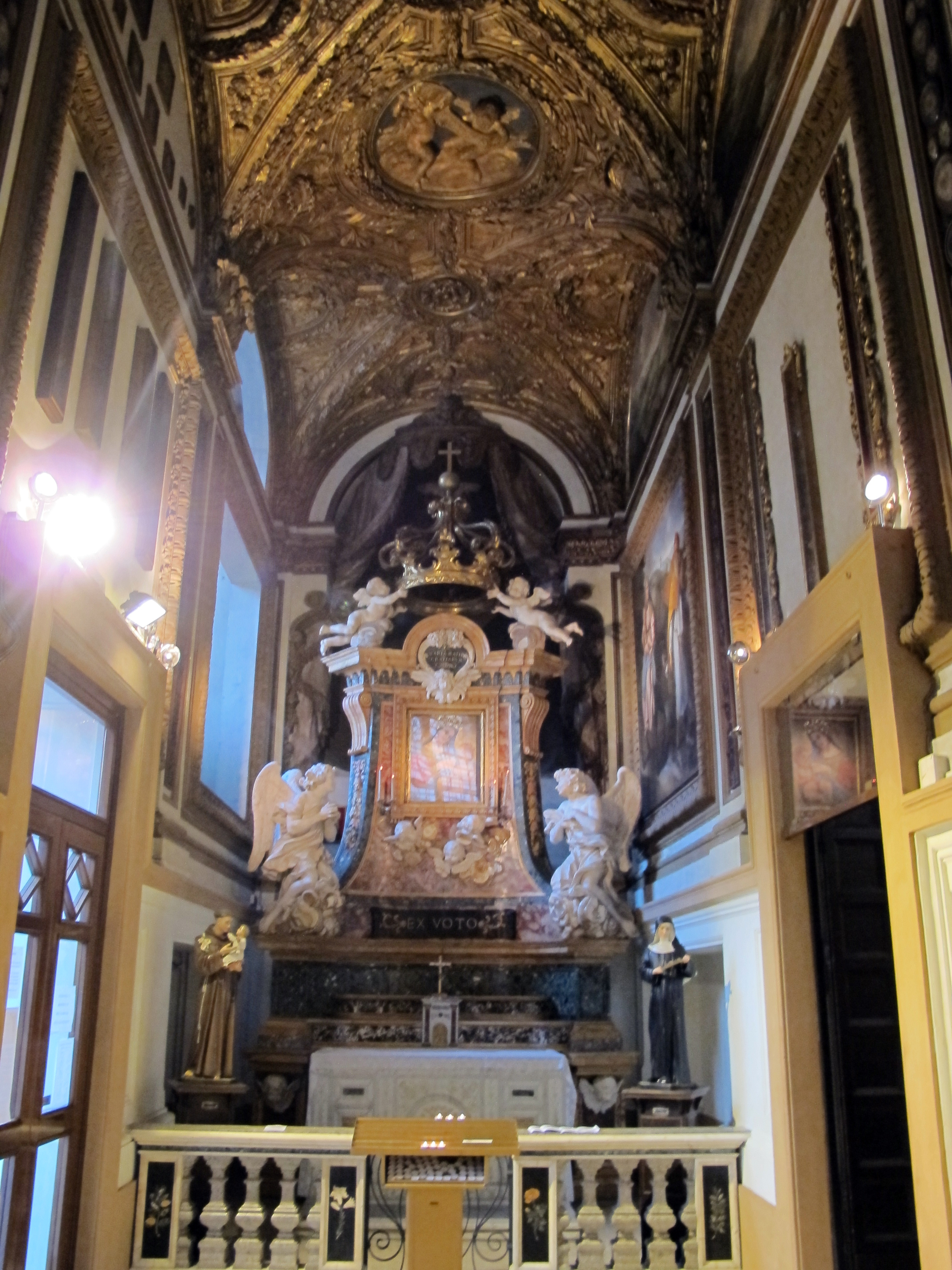
Vista do interior da capela já reconstruída no interior do Palazzo Venezia.

Cappella della Beata Vergine é uma capela que antigamente ficava localizada no Palazzetto Venezia com entrada na antiga Piazza Venezia, no rione Pigna de Roma, e que foi demolida em 1911 e remontada no interior do Palazzo Venezia nos anos seguintes. Era dedicada a Virgem Maria sob o título de Nossa Senhora das Graças, motivo pelo qual é conhecida também como Cappella della Madonna delle Grazie. Seu altar foi projetado por Giovan Battista Contini e o teato foi pago pelo cardeal Pietro Ottoboni, sobrinho do papa Alexandre VIII, que era da mesma família veneziana. São ambos do final do século XVII ou início do XVIII.

## Galeria

Mesma vista
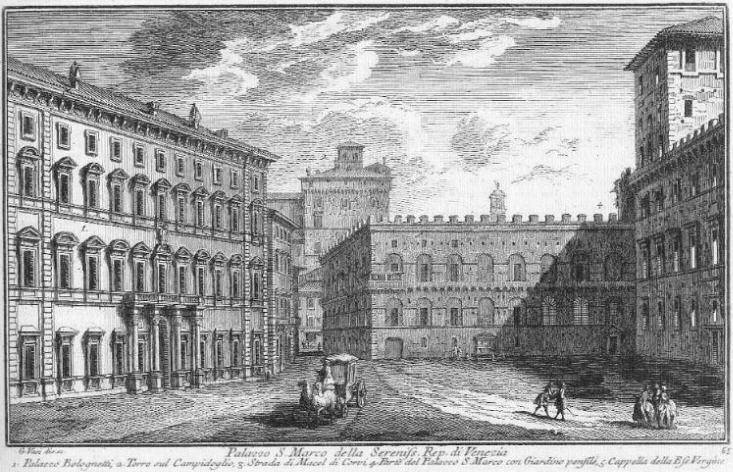
Nesta gravura de Giuseppe Vasi (1745), o Palazzetto Venezia está em sua posição original, bem na frente da imagem (o local hoje é o meio da Piazza Venezia). A entrada para a capela é a portinhola embaixo à direita, perto de onde o Palazzeto se encontrava com o Palazzo Venezia, que ainda está em sua posição original.]]
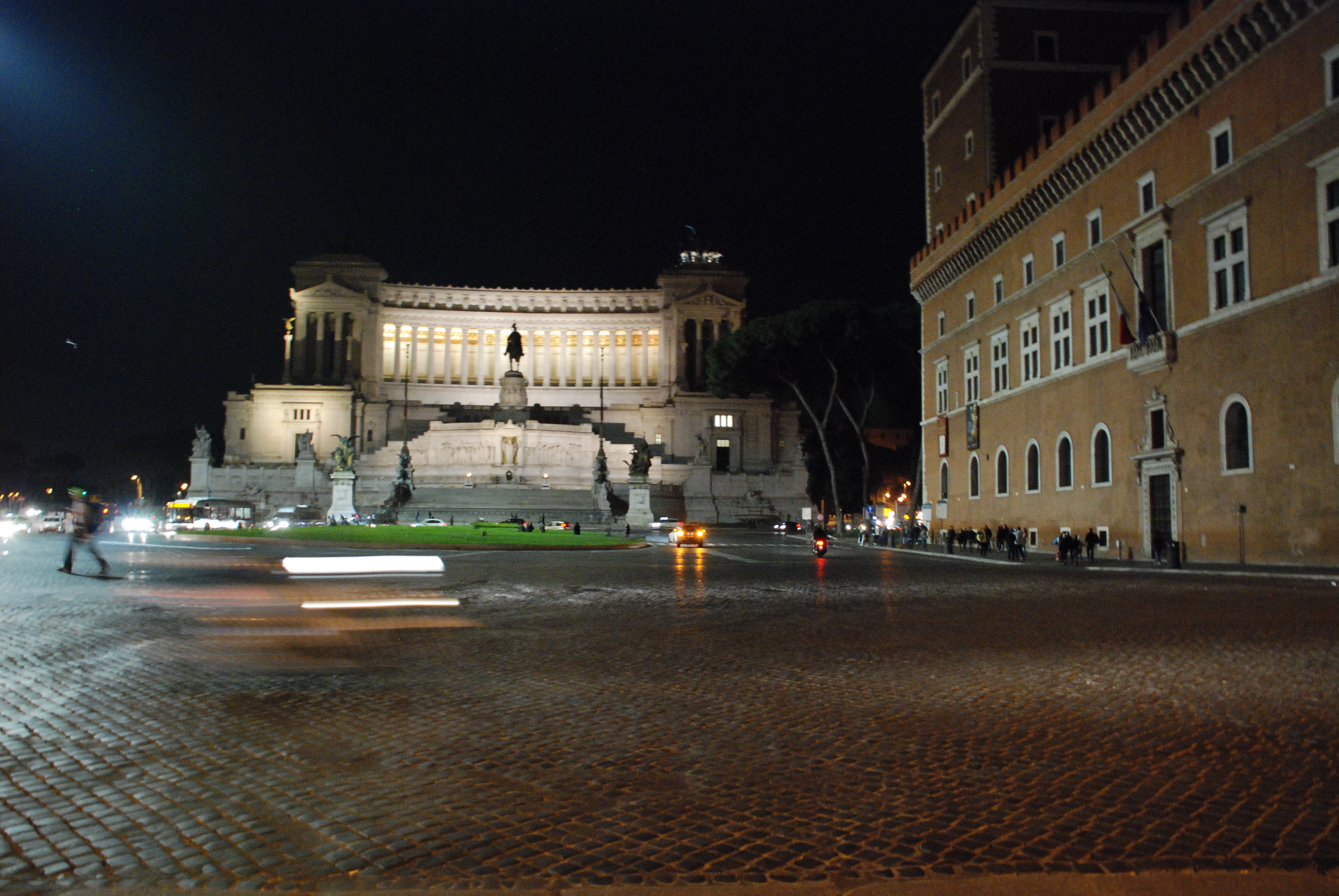
Mesma imagem hoje, com o Vittoriano no fundo depois da Piazza Venezia. O Palazzo Bolognetti-Torlonia, que ficava à esquerda, foi demolido em 1911.